# 45-й меридіан східної довготи
45-й меридіан східної довготи — лінія довготи, що лежить на 45 градусів східніше Гринвіцького меридіана. Вона проходить від Північного полюса через Північний Льодовитий океан, Європу, Азію, Африку, Індійський океан, Південний океан та Антарктиду до Південного полюса.
45-й меридіан східної довготи формує велике коло разом із 135-тим меридіаном західної довготи.
Це центральний меридіан часового поясу UTC+3, також відомого як Московський час та Східноафриканський час.

## Список географічних об'єктів, що перетинає 45° сх. д.
Починаючи на Північному полюсі та рухаючись до Південного полюса, 45-й меридіан східної довготи проходить через:
| Координати                                                 | Країна, територія або море | Примітки                                                                  |
| ---------------------------------------------------------- | -------------------------- | ------------------------------------------------------------------------- |
| 90°0′ пн. ш. 45°0′ сх. д. / 90.000° пн. ш. 45.000° сх. д.  | Північний Льодовитий океан |                                                                           |
| 80°37′ пн. ш. 45°0′ сх. д. / 80.617° пн. ш. 45.000° сх. д. | Росія                      | Земля Франца-Йосифа — проходить через Землю Олександри                    |
| 80°35′ пн. ш. 45°0′ сх. д. / 80.583° пн. ш. 45.000° сх. д. | Баренцове море             |                                                                           |
| 68°32′ пн. ш. 45°0′ сх. д. / 68.533° пн. ш. 45.000° сх. д. | Росія                      | Проходить через півострів Канін                                           |
| 67°30′ пн. ш. 45°0′ сх. д. / 67.500° пн. ш. 45.000° сх. д. | Баренцове море             | Чоська губа                                                               |
| 67°18′ пн. ш. 45°0′ сх. д. / 67.300° пн. ш. 45.000° сх. д. | Росія                      | Проходить через Пензу                                                     |
| 42°43′ пн. ш. 45°0′ сх. д. / 42.717° пн. ш. 45.000° сх. д. | Грузія                     | Проходить через Тбілісі                                                   |
| 41°18′ пн. ш. 45°0′ сх. д. / 41.300° пн. ш. 45.000° сх. д. | Вірменія                   |                                                                           |
| 41°3′ пн. ш. 45°0′ сх. д. / 41.050° пн. ш. 45.000° сх. д.  | Азербайджан                | Проходить через ексклав Юхари Аскіпара, оточений територією Вірменії      |
| 41°0′ пн. ш. 45°0′ сх. д. / 41.000° пн. ш. 45.000° сх. д.  | Вірменія                   | Проходить через озеро Севан                                               |
| 39°44′ пн. ш. 45°0′ сх. д. / 39.733° пн. ш. 45.000° сх. д. | Азербайджан                | Проходить через ексклав Нахічевань                                        |
| 39°25′ пн. ш. 45°0′ сх. д. / 39.417° пн. ш. 45.000° сх. д. | Іран                       | Проходить західніше Урмії                                                 |
| 36°45′ пн. ш. 45°0′ сх. д. / 36.750° пн. ш. 45.000° сх. д. | Ірак                       |                                                                           |
| 29°10′ пн. ш. 45°0′ сх. д. / 29.167° пн. ш. 45.000° сх. д. | Саудівська Аравія          |                                                                           |
| 17°24′ пн. ш. 45°0′ сх. д. / 17.400° пн. ш. 45.000° сх. д. | Ємен                       | Проходить західніше Адена                                                 |
| 12°46′ пн. ш. 45°0′ сх. д. / 12.767° пн. ш. 45.000° сх. д. | Індійський океан           | Аденська затока                                                           |
| 10°27′ пн. ш. 45°0′ сх. д. / 10.450° пн. ш. 45.000° сх. д. | Сомалі                     | Проходить через Сомаліленд — східніше Бербери                             |
| 8°40′ пн. ш. 45°0′ сх. д. / 8.667° пн. ш. 45.000° сх. д.   | Ефіопія                    |                                                                           |
| 4°56′ пн. ш. 45°0′ сх. д. / 4.933° пн. ш. 45.000° сх. д.   | Сомалі                     |                                                                           |
| 1°51′ пн. ш. 45°0′ сх. д. / 1.850° пн. ш. 45.000° сх. д.   | Індійський океан           | Проходить західніше острова Майотта, Франція                              |
| 16°8′ пд. ш. 45°0′ сх. д. / 16.133° пд. ш. 45.000° сх. д.  | Мадагаскар                 | Проходить через острів Мадагаскар                                         |
| 25°30′ пд. ш. 45°0′ сх. д. / 25.500° пд. ш. 45.000° сх. д. | Індійський океан           |                                                                           |
| 60°0′ пд. ш. 45°0′ сх. д. / 60.000° пд. ш. 45.000° сх. д.  | Південний океан            |                                                                           |
| 67°46′ пд. ш. 45°0′ сх. д. / 67.767° пд. ш. 45.000° сх. д. | Антарктида                 | Проходить через Австралійську антарктичну територію (претендує Австралія) |